# Hoán đổi (tài chính)
Hoán đổi (tiếng Anh:swap) trong tài chính là một thỏa thuận giữa hai bên đối tác để trao đổi các công cụ tài chính, dòng tiền hoặc thanh toán trong một thời gian nhất định. Các công cụ có thể là hầu hết mọi thứ nhưng hầu hết các giao dịch hoán đổi đều liên quan đến tiền mặt dựa trên số tiền gốc giả định.
Giao dịch hoán đổi chung cũng có thể được coi là một loạt các hợp đồng kỳ hạn mà qua đó hai bên trao đổi các công cụ tài chính, dẫn đến một chuỗi ngày trao đổi chung và hai luồng công cụ - các chân của giao dịch hoán đổi. Chân có thể là hầu hết mọi thứ nhưng thông thường một chân liên quan đến dòng tiền dựa trên số tiền gốc giả định mà cả hai bên đồng ý. Số tiền gốc này thường không đổi chủ trong hoặc sau khi kết thúc hoán đổi; điều này trái ngược với hợp đồng tương lai, hợp đồng kỳ hạn hoặc quyền chọn.
Trong thực tế, một chân thường cố định trong khi chân kia thay đổi, được xác định bởi một biến số không chắc chắn như lãi suất cơ bản, tỷ giá hối đoái, giá chỉ số hoặc giá hàng hóa.
Hoán đổi chủ yếu là các hợp đồng cổ phiếu chưa niêm yết giữa các công ty hoặc tổ chức tài chính. Các nhà đầu tư bán lẻ thường không tham gia vào các giao dịch hoán đổi.

## Ví dụ
Chủ thế chấp đang trả lãi suất thả nổi cho khoản thế chấp của họ nhưng kỳ vọng lãi suất này sẽ tăng lên trong tương lai. Một chủ nợ thế chấp khác đang trả lãi suất cố định nhưng kỳ vọng lãi suất sẽ giảm trong tương lai. Họ tham gia một thỏa thuận hoán đổi cố định cho thả nổi. Cả hai chủ sở hữu thế chấp đồng ý về số tiền gốc danh nghĩa và ngày đáo hạn và đồng ý thực hiện các nghĩa vụ thanh toán của nhau. Người có thế chấp đầu tiên kể từ bây giờ sẽ trả một tỷ lệ cố định cho người có thế chấp thứ hai trong khi nhận lãi suất thả nổi. Bằng cách sử dụng hoán đổi, cả hai bên đã thay đổi hiệu quả các điều khoản thế chấp sang chế độ lãi suất ưu tiên của họ trong khi không bên nào phải thương lượng lại các điều khoản với người cho vay của họ.
Chỉ xem xét khoản thanh toán tiếp theo, cả hai bên cũng có thể đã tham gia vào hợp đồng kỳ hạn cố định cho thả nổi. Đối với khoản thanh toán sau đó, một hợp đồng kỳ hạn khác có các điều khoản giống nhau, tức là cùng một số tiền danh nghĩa và cố định để thả nổi, v.v. Do đó, hợp đồng hoán đổi có thể được xem như một loạt các hợp đồng kỳ hạn. Cuối cùng, có hai luồng dòng tiền, một từ bên luôn trả lãi cố định cho số tiền danh nghĩa tức  chân cố định  của hoán đổi và bên kia đã đồng ý trả lãi suất thả nổi hay  chân thả nổi .
Hoán đổi có thể được sử dụng để đối xung một số rủi ro nhất định như rủi ro lãi suất hoặc đầu cơ về những thay đổi theo hướng dự kiến của giá cơ bản.

## Lịch sử
Hoán đổi lần đầu tiên được giới thiệu với công chúng vào năm 1981 khi IBM và Ngân hàng Thế giới tham gia vào một thỏa thuận hoán đổi. Ngày nay, hoán đổi là một trong những hợp đồng tài chính được giao dịch nhiều nhất trên thế giới: tổng số lãi suất và hoán đổi tiền tệ còn tồn đọng là hơn 348 nghìn tỷ đô la vào năm 2010 theo Ngân hàng Thanh toán Quốc tế (BIS).
Hầu hết các giao dịch hoán đổi được giao dịch không niêm yết (OTC), "được thiết kế riêng" cho các đối tác. Tuy nhiên, Đạo luật Dodd-Frank năm 2010, hình dung ra một nền tảng đa phương để báo giá hoán đổi gọi là  cơ sở thực hiện hoán đổi  (SEF), và các nhiệm vụ mà các giao dịch hoán đổi được báo cáo và xóa thông qua các sàn giao dịch hoặc trung tâm thanh toán bù trừ, điều này sau đó đã dẫn đến việc hình thành  kho dữ liệu hoán đổi  (SDR), một cơ sở trung tâm để báo cáo dữ liệu hoán đổi và lưu trữ hồ sơ.  Các nhà cung cấp dữ liệu như Bloomberg, và các sàn giao dịch lớn như Chicago Mercantile Exchange, thị trường tương lai lớn nhất của Hoa Kỳ và Sở giao dịch quyền chọn Chicago Board đã đăng ký trở thành SDR. Họ bắt đầu niêm yết một số loại giao dịch hoán đổi, quyền hoán đổi và hợp đồng tương lai hoán đổi trên nền tảng của họ. Các sàn giao dịch khác theo sau, chẳng hạn như IntercontinentalExchange và Eurex AG có trụ sở tại Frankfurt.
Theo Thống kê Thị phần SEF 2018 Bloomberg thống trị thị trường lãi suất tín dụng với 80% thị phần, TP thống trị thị trường ngoại hối từ đại lý đến đại lý (46%), Reuters thống trị thị trường ngoại hối từ đại lý đến khách hàng (50%), Tradeweb mạnh nhất trên thị trường lãi suất giản đơn (38 % thị phần), TP là nền tảng lớn nhất trên thị trường hoán đổi cơ sở (53% thị phần), BGC thống trị cả thị trường quyền hoán đổi và XCS, Tradition là nền tảng lớn nhất về mua quyền chọn mua và quyền chọn bán lãi suất (55% thị phần).

## Quy mô thị trường
Trong khi thị trường hoán đổi tiền tệ phát triển đầu tiên, thị trường hoán đổi lãi suất đã vượt qua nó, được đo lường bằng vốn danh nghĩa hay "số tiền gốc tham chiếu để xác định khoản thanh toán lãi suất."
Ngân hàng Thanh toán Quốc tế (BIS) công bố số liệu thống kê về dư nợ vốn danh nghĩa trên thị trường thị trường tài chính phái sinh OTC. Vào cuối năm 2006, con số này là 415,2 nghìn tỷ USD, gấp hơn 8,5 lần tổng sản phẩm thế giới năm 2006. Tuy nhiên, vì dòng tiền được tạo ra bởi một giao dịch hoán đổi bằng với lãi suất nhân với số tiền danh nghĩa đó nên dòng tiền được tạo ra từ các giao dịch hoán đổi là một phần đáng kể nhưng ít hơn nhiều so với tổng sản phẩm thế giới — cũng là thước đo lường dòng tiền. Phần lớn trong số này (292,0 nghìn tỷ USD) là do hoán đổi lãi suất. Chúng được phân chia theo đơn vị tiền tệ như:

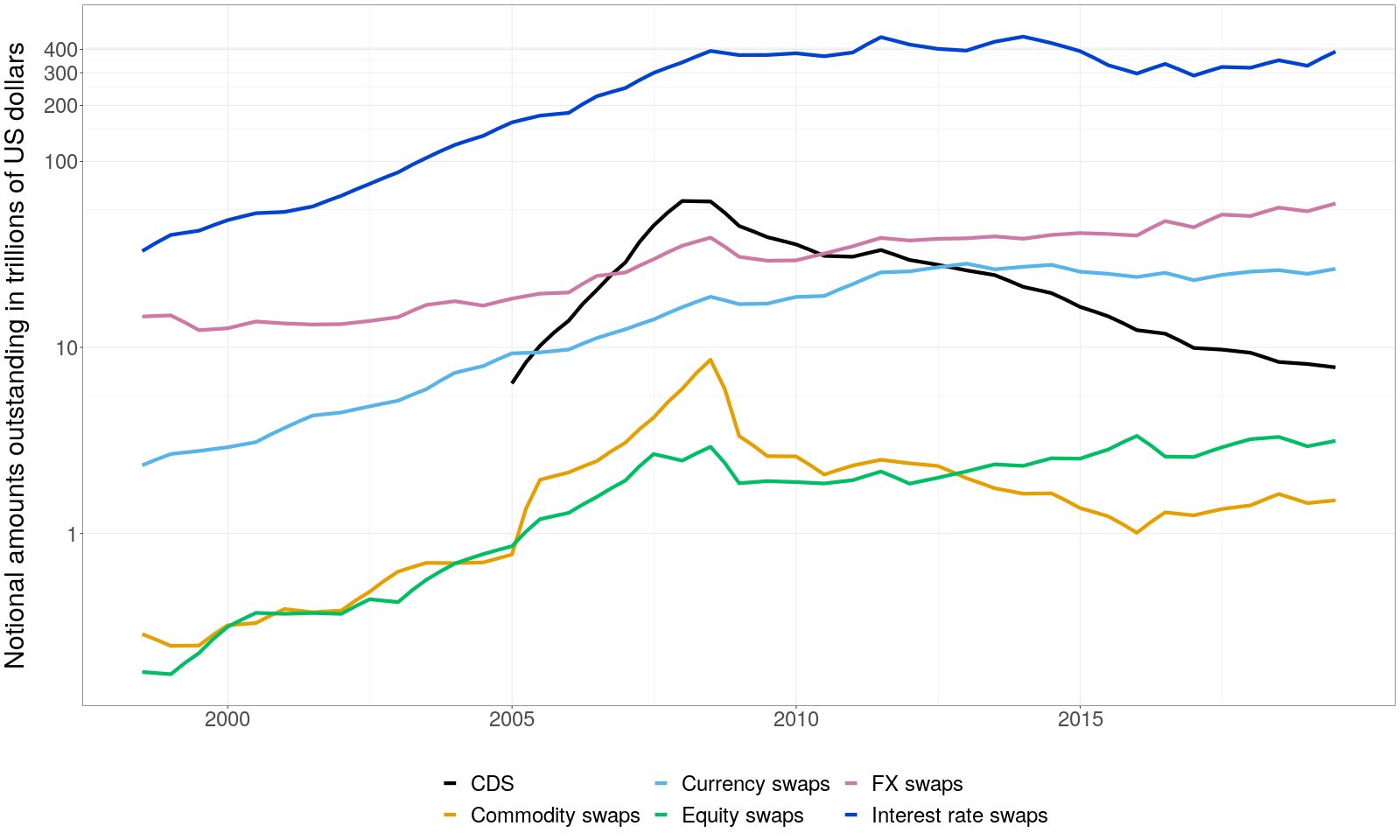
Nguồn: BIS Semiannual OTC số liệu thống kê về phái sinh vào cuối tháng 12 năm 2019

| Đồng tiền     | Dư nợ danh nghĩa (nghìn tỷ USD) | Dư nợ danh nghĩa (nghìn tỷ USD) | Dư nợ danh nghĩa (nghìn tỷ USD) | Dư nợ danh nghĩa (nghìn tỷ USD) | Dư nợ danh nghĩa (nghìn tỷ USD) | Dư nợ danh nghĩa (nghìn tỷ USD) | Dư nợ danh nghĩa (nghìn tỷ USD) |
| Đồng tiền     | Cuối năm 2000                   | Cuối năm 2001                   | Cuối năm 2002                   | Cuối năm 2003                   | Cuối năm 2004                   | Cuối năm 2005                   | Cuối năm 2006                   |
| ------------- | ------------------------------- | ------------------------------- | ------------------------------- | ------------------------------- | ------------------------------- | ------------------------------- | ------------------------------- |
| Euro          | 16.6                            | 20.9                            | 31.5                            | 44.7                            | 59.3                            | 81.4                            | 112.1                           |
| Đô la Mỹ      | 13.0                            | 18.9                            | 23.7                            | 33.4                            | 44.8                            | 74.4                            | 97.6                            |
| Yên Nhật      | 11.1                            | 10.1                            | 12.8                            | 17.4                            | 21.5                            | 25.6                            | 38.0                            |
| Bảng Anh      | 4.0                             | 5.0                             | 6.2                             | 7.9                             | 11.6                            | 15.1                            | 22.3                            |
| Franc Thụy Sĩ | 1.1                             | 1.2                             | 1.5                             | 2.0                             | 2.7                             | 3.3                             | 3.5                             |
| Tổng          | 48.8                            | 58.9                            | 79.2                            | 111.2                           | 147.4                           | 212.0                           | 292.0                           |

Nguồn: "The Global OTC Derivatives Market at end-December 2004", BIS, , "OTC Derivatives Market Activity in the Second Half of 2006", BIS,  

## Bên tham gia hoán đổi chính
Một Bên tham gia Hoán đổi chính (MSP, hoặc đôi khi là Ngân hàng Hoán đổi) là một thuật ngữ chung để mô tả một tổ chức tài chính tạo điều kiện cho việc hoán đổi giữa các đối tác. Bên tham gia Hoán đổi chính duy trì một vị trí đáng kể trong hoán đổi với bất kỳ danh mục hoán đổi chính nào. Ngân hàng hoán đổi có thể là một ngân hàng thương mại quốc tế, ngân hàng đầu tư, ngân hàng thương mại hoặc một nhà điều hành độc lập. Ngân hàng hoán đổi đóng vai trò là nhà môi giới hoán đổi hoặc đại lý hoán đổi. Với vai trò là một nhà môi giới, ngân hàng hoán đổi liên kết các đối tác lại với nhau nhưng không chịu bất kỳ rủi ro nào của việc hoán đổi và đổi lại nhận được hoa hồng cho dịch vụ này. Ngày nay, hầu hết các ngân hàng hoán đổi đều đóng vai trò là đại lý hoặc nhà tạo lập thị trường. Là một nhà tạo lập thị trường, một ngân hàng hoán đổi sẵn sàng chấp nhận một trong hai bên của hoán đổi tiền tệ, sau đó bán nó hoặc khớp nó với một bên đối tác. Với tư cách này, ngân hàng hoán đổi có vị thế trong giao dịch hoán đổi và do đó chịu một số rủi ro. Làm đại lý rõ ràng là rủi ro hơn và ngân hàng hoán đổi sẽ nhận được một phần dòng tiền đi qua nó để bù đắp cho việc gánh chịu rủi ro này.

## Hiệu quả thị trường hoán đổi
Hai lý do chính để một đối tác sử dụng hoán đổi tiền tệ là để có được khoản vay nợ bằng đồng tiền được hoán đổi với mức giảm chi phí lãi suất mang lại thông qua lợi thế so sánh mà mỗi đối tác có trong thị trường vốn ở quốc gia của mình và/hoặc lợi ích của việc bảo hiểm rủi ro tỷ giá hối đoái dài hạn. Những lý do này có vẻ đơn giản và khó tranh luận, đặc biệt là ở mức độ mà việc công nhận tên tuổi thực sự quan trọng trong việc huy động vốn trên thị trường trái phiếu quốc tế. Các công ty sử dụng giao dịch hoán đổi tiền tệ có mức nợ dài hạn bằng ngoại tệ cao hơn theo thống kê so với các công ty không sử dụng công cụ phái sinh tiền tệ. Ngược lại, người sử dụng chính của hoán đổi tiền tệ là các công ty phi tài chính, toàn cầu có nhu cầu huy động vốn ngoại tệ dài hạn.  Từ quan điểm của nhà đầu tư nước ngoài, việc định giá nợ bằng ngoại tệ sẽ loại trừ  hiệu ứng rủi ro  mà nhà đầu tư trong nước sẽ gặp phải đối với khoản nợ đó. Do đó, huy động vốn cho các khoản nợ bằng ngoại tệ sử dụng nội tệ và hoán đổi tiền tệ sẽ ưu việt hơn so với huy động vốn trực tiếp bằng nợ ngoại tệ.
Hai lý do chính để hoán đổi lãi suất là để phù hợp hơn với kỳ hạn của tài sản và nợ phải trả và/hoặc để tiết kiệm chi phí thông qua sai biệt chênh lệch chất lượng (QSD). Thực tế cho thấy mức chênh lệch giữa thương phiếu xếp hạng AAA (thả nổi) và thương phiếu xếp hạng A thấp hơn một chút so với mức chênh lệch giữa nghĩa vụ nợ 5 năm được xếp hạng AAA (cố định) và nghĩa vụ nợ xếp hạng A có cùng kỳ hạn. Những phát hiện này cho thấy rằng các công ty có xếp hạng tín dụng thấp hơn (cao hơn) có nhiều khả năng thanh toán lãi suất cố định (thả nổi) trong giao dịch hoán đổi và những người trả lãi suất cố định sẽ sử dụng nhiều nợ ngắn hạn hơn và có thời gian đáo hạn nợ ngắn hơn những người trả lãi suất thả nổi. Cụ thể, công ty được xếp hạng A sẽ vay bằng thương phiếu với mức chênh lệch trên lãi suất AAA và tham gia vào một giao dịch hoán đổi lãi suất cố định với lãi suất thả nổi (ngắn hạn) với tư cách là người thanh toán.

## Phân loại

### Hoán đổi lãi suất (Interest rate swaps)

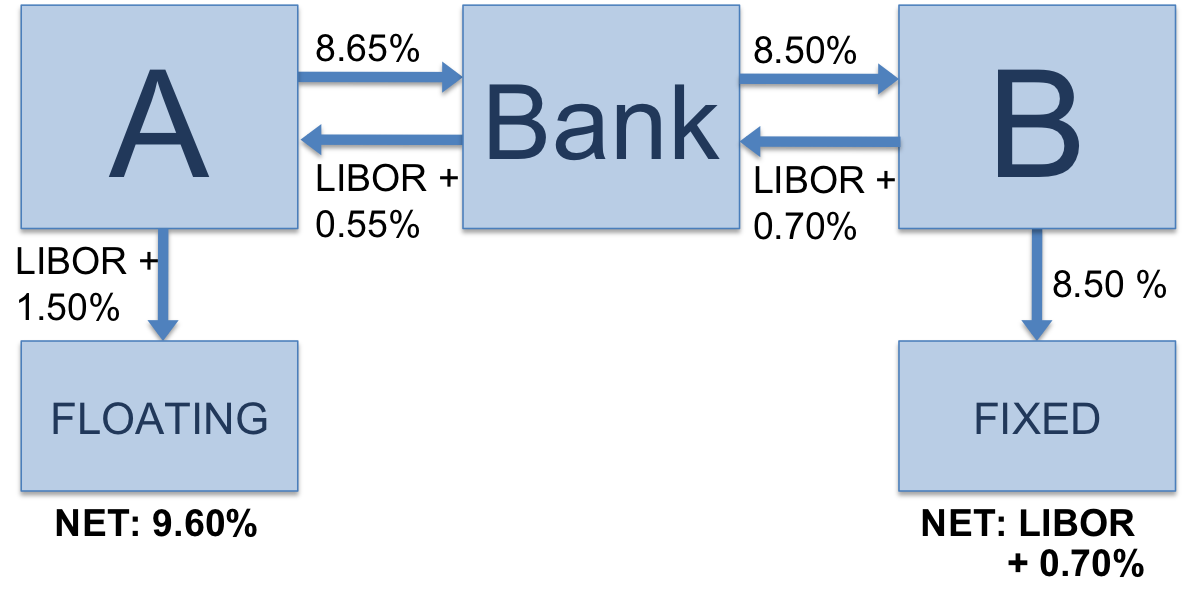
A hiện đang trả lãi suất thả nổi nhưng muốn trả lãi suất cố định. B hiện đang trả lãi suất cố định nhưng muốn trả lãi suất thả nổi. Bằng cách tham gia hoán đổi lãi suất, kết quả là mỗi bên có thể 'hoán đổi' nghĩa vụ nợ hiện có của mình cho nghĩa vụ nợ mong muốn của họ. Thông thường, các bên không hoán đổi thanh toán trực tiếp mà mỗi bên thiết lập một giao dịch hoán đổi riêng biệt với một trung gian tài chính như ngân hàng. Đổi lại cho việc kết hợp hai bên với nhau, ngân hàng sẽ lấy một khoản chênh lệch từ các khoản thanh toán hoán đổi.

Trong hợp đồng này, một bên sẽ hoán đổi một dòng lãi suất của mình lấy dòng lãi suất của đối phương. Ví dụ, một công ty đang vay nợ với lãi suất cố định có thể thực hiện hợp đồng hoán đổi với công ty khác trả lãi vay thả nổi.

### Hoán đổi cơ sở (Basis swap)
Giao dịch hoán đổi cơ sở liên quan đến việc trao đổi lãi suất thả nổi dựa trên các thị trường tiền tệ khác nhau. Chính chủ không được đổi. Giao dịch hoán đổi có hiệu quả hạn chế rủi ro lãi suất do có lãi suất cho vay và đi vay khác nhau.

### Hợp đồng hoán đổi tiền tệ (Currency swaps)
Trong hợp đồng này, hai bên trao đổi một khoản tiền danh nghĩa với nhau để được tiếp cận với nguồn tiền mỗi bên mong muốn.

### Hoán đổi lạm phát (Inflation swap)
Một giao dịch hoán đổi liên quan đến lạm phát liên quan đến việc trao đổi một tỷ giá cố định trên tiền gốc để lấy chỉ số lạm phát được biểu thị bằng tiền tệ. Mục tiêu chính là phòng ngừa rủi ro lạm phát và lãi suất.

### Hoán đổi hàng hóa (Commodity swap)
Hoán đổi hàng hóa là một thỏa thuận theo đó giá thả nổi (thị trường hoặc giao ngay) được trao đổi với một mức giá cố định trong một khoảng thời gian xác định. Phần lớn các giao dịch hoán đổi hàng hóa liên quan đến dầu thô.

### Hợp đồng hoán đổi rủi ro tín dụng (Credit default swaps)
Đây là một công cụ tài chính bảo hiểm cho những tài sản mang tính rủi ro. Bên mua hợp đồng chuyển rủi ro vỡ nợ (default risk) với công ty bảo hiểm hoặc nhà phát hành hợp đồng hoán đổi bằng  khoản phí bảo hiểm. Ví dụ, hợp đồng hoán đổi liên quan ba bên bao gồm nhà đầu tư trái phiếu, công ty phát hành trái phiếu và nhà phát hành hợp đồng hoán đổi nợ xấu. Trong trường hợp công ty phát hành trái phiếu thất bại trong việc thanh toán lãi suất và gốc khi đến hạn, nhà phát hành hợp đồng hoán đổi sẽ có nghĩa vụ thanh toán cho nhà đầu tư.

### Hoán đổi rủi ro phụ thuộc
Giao dịch hoán đổi rủi ro phụ thuộc (SRS) hay hoán đổi rủi ro vốn cổ phần là một hợp đồng trong đó  người mua  (hoặc chủ sở hữu vốn cổ phần) trả một khoản phí bảo hiểm cho  người bán  (hoặc người nắm giữ im lặng) để có quyền chọn chuyển nhượng một số rủi ro nhất định. Chúng có thể bao gồm bất kỳ hình thức vốn chủ sở hữu, quản lý hoặc rủi ro pháp lý nào của vật làm cơ sở (ví dụ: công ty). Thông qua việc thực hiện, chủ sở hữu vốn chủ sở hữu có thể (ví dụ) chuyển nhượng cổ phần, trách nhiệm quản lý hoặc các hình thức khác. Do đó, các rủi ro kinh doanh thông thường và đặc biệt có thể được quản lý, chỉ định hoặc phòng ngừa sớm. Những công cụ đó được giao dịch không niêm yết (OTC) và chỉ có một số nhà đầu tư chuyên sử dụng công cụ này trên toàn thế giới.

### Hoán đổi vốn chủ sở hữu
Một thỏa thuận trao đổi dòng tiền trong tương lai giữa hai bên trong đó một bên là dòng tiền dựa trên vốn chủ sở hữu, chẳng hạn như hiệu suất của tài sản cổ phiếu, rổ cổ phiếu hoặc chỉ số chứng khoán. Chân còn lại thường là dòng tiền có thu nhập cố định như lãi suất cơ bản.

### Biến thể
Có vô số các biến thể khác nhau về cấu trúc hoán đổi giản đơn, vốn chỉ bị giới hạn bởi trí tưởng tượng của các kỹ sư tài chính và mong muốn của các thủ quỹ của công ty và các nhà quản lý quỹ đối với cấu trúc kỳ lạ.
- Hoán đổi tổng lợi nhuận là một giao dịch hoán đổi trong đó bên A thanh toán  tổng lợi nhuận  của một tài sản và bên B thanh toán lãi suất định kỳ. Tổng lợi nhuận có thể là lãi hoặc lỗ, cộng với bất kỳ khoản thanh toán lãi suất hoặc cổ tức nào. Lưu ý rằng nếu tổng lợi nhuận là số âm thì bên A nhận được số tiền này từ bên B. Các bên có thể xác định được lợi nhuận của cổ phiếu hoặc chỉ số cơ bản mà không cần phải nắm giữ tài sản cơ sở. Khoản lãi hoặc lỗ của bên B giống như việc bên B sở hữu tài sản cơ sở trên thực tế.[22]
- Quyền chọn một giao dịch hoán đổi được gọi là swaption. Quyền chọn hoán đổi cung cấp cho một bên quyền tham gia vào một giao dịch hoán đổi vào một thời điểm trong tương lai. Quyền chọn không phải nghĩa vụ.[22]
- Hoán đổi phương sai là một công cụ không cần niêm yết cho phép các nhà đầu tư giao dịch sự biến động trong tương lai (hoặc trong quá khứ) với sự biến động hiện tại.[23]
- Hoán đổi kỳ hạn không đổi (CMS) là một giao dịch hoán đổi cho phép người mua ấn định thời hạn của các luồng đã nhận trên một giao dịch hoán đổi.
- Hoán đổi giảm dần thường là hoán đổi lãi suất trong đó tiền gốc danh nghĩa cho các khoản thanh toán lãi suất giảm trong suốt thời gian của giao dịch hoán đổi, có thể ở mức lãi suất ràng buộc thanh toán trước một khoản thế chấp hoặc một tiêu chuẩn lãi suất chẳng hạn như LIBOR. Nó phù hợp với những khách hàng của các ngân hàng muốn quản lý rủi ro lãi suất liên quan đến yêu cầu cấp vốn hoặc các chương trình đầu tư dự kiến.[22]
- Hoán đổi không lãi  được sử dụng cho những đơn vị có các khoản nợ phải trả của họ được tính theo lãi suất thả nổi nhưng đồng thời muốn tiết kiệm tiền mặt để vận hành công ty.
- Hoán đổi lãi suất trả chậm  đặc biệt hấp dẫn đối với những người sử dụng vốn cần tiền ngay lập tức nhưng không coi mức lãi suất hiện tại là quá hấp dẫn và cảm thấy rằng lãi suất có thể giảm trong tương lai.
- Hoán đổi tăng dần được sử dụng bởi các ngân hàng đã đồng ý cho khách hàng vay số tiền tăng dần theo thời gian để họ có thể tài trợ cho các dự án.
- Hoán đổi hợp đồng kỳ hạn là một thỏa thuận được tạo ra thông qua sự tổng hợp của hai giao dịch hoán đổi có thời hạn khác nhau nhằm mục đích đáp ứng các nhu cầu trong khung thời gian cụ thể của nhà đầu tư.
- Hoán đổi Quanto là giao dịch hoán đổi lãi suất tiền tệ chéo được thanh toán bằng tiền mặt, trong đó một bên đối tác trả lãi suất ngoại tệ cho bên kia nhưng với số tiền danh nghĩa bằng nội tệ. Bên thứ hai có thể đang trả theo một tỷ giá cố định hoặc thả nổi. Ví dụ: một giao dịch hoán đổi trong đó số tiền danh nghĩa được tính bằng đô la Canada, nhưng trong đó tỷ giá thả nổi được dùng la LIBOR của USD, sẽ được coi là hoán đổi Quanto. Hoán đổi Quanto được gọi là hoán đổi  chênh lệch  hay  chênh lệch tỷ giá .
- Hoán đổi tích lũy theo phạm vi (hoặc kỳ phiếu tích lũy theo phạm vi ) là một thỏa thuận thanh toán lãi suất cố định hoặc thả nổi trong khi nhận dòng tiền từ lãi suất cố định hoặc thả nổi chỉ được tích lũy vào những ngày đó mà lãi suất thứ hai nằm trong phạm vi được giao trước. Các khoản thanh toán đã nhận được tối đa hóa khi lãi suất thứ hai nằm hoàn toàn trong phạm vi trong suốt thời gian hoán đổi.
- Hoán đổi kỹ thuật số ba vùng là dạng tổng quát của hoán đổi tích lũy theo phạm vi, người trả tiền theo tỷ lệ cố định sẽ nhận được lãi suất thả nổi nếu tỷ giá đó nằm trong một phạm vi thỏa thuận trước nhất định hoặc tỷ giá cố định nếu lãi suất thả nổi vượt quá phạm vi hoặc một tỷ giá cố định khác nếu tỷ giá thả nổi giảm xuống dưới phạm vi.

## Định giá trị và Định giá
Giá trị của một hợp đồng hoán đổi là giá trị hiện tại ròng (NPV) của tất cả dòng tiền kỳ vọng trong tương lai, về cơ bản là chênh lệch giữa giá trị các nhánh. Do đó, một hợp đồng hoán đổi có giá trị "bằng không" khi mới được thiết lập, nếu không một bên sẽ có lợi thế và cơ hội kinh doanh chênh lệch giá sẽ xuất hiện. Tuy nhiên, sau thời điểm này, giá trị của nó có thể trở thành dương hoặc âm.
Mặc dù nguyên tắc này đúng với mọi loại hoán đổi, phần thảo luận sau tập trung vào hoán đổi lãi suất kỳ hạn thuần túy (plain vanilla) và mang tính chất định giá hợp lý vì loại trừ rủi ro tín dụng. Đối với hoán đổi lãi suất, có hai phương pháp định giá (bắt buộc phải) cho kết quả giống nhau: dựa trên giá trái phiếu hoặc dựa trên danh mục hợp đồng kỳ hạn (Forward contract). Việc hai phương pháp này đồng nhất khẳng định nguyên tắc định giá hợp lý áp dụng xuyên suốt các công cụ tài chính.

### Lập luận theo kinh doanh chênh lệch giá
Để không tồn tại kinh doanh chênh lệch giá, các điều khoản của hợp đồng hoán đổi phải đảm bảo NPV của dòng tiền tương lai bằng không. Nếu không, kinh doanh chênh lệch giá sẽ khả thi.
Ví dụ: Xét một hợp đồng hoán đổi lãi suất cố định-thả nổi thuần túy, trong đó Bên A trả lãi cố định và Bên B trả lãi thả nổi. Lãi suất cố định sẽ được thiết lập sao cho giá trị hiện tại của các khoản thanh toán cố định từ Bên A bằng giá trị hiện tại của các khoản thanh toán thả nổi kỳ vọng từ Bên B (tức NPV = 0). Nếu điều này không đúng, một nhà kinh doanh chênh lệch giá (Bên C) có thể:
1. Đảm nhận vị thế có giá trị hiện tại thanh toán thấp hơn và vay một khoản bằng chính giá trị hiện tại này.
2. Dùng số tiền vay để thực hiện nghĩa vụ dòng tiền của vị thế, đồng thời nhận các khoản thanh toán tương ứng — vốn có giá trị hiện tại cao hơn.
3. Dùng các khoản nhận được để trả nợ.
4. Giữ lại phần chênh lệch — chênh lệch giữa giá trị hiện tại của khoản vay và giá trị hiện tại của dòng vào chính là lợi nhuận kinh doanh chênh lệch giá.

Sau khi giao dịch, giá hoán đổi phải tương đương với giá của các công cụ tài chính liên quan. Nếu không, nhà kinh doanh chênh lệch giá có thể bán khống công cụ được định giá cao, dùng tiền thu được để mua công cụ định giá đúng, giữ chênh lệch, và dùng dòng tiền từ hợp đồng để trang trải nghĩa vụ từ vị thế bán khống.

### Sử dụng giá trái phiếu
Dù khoản gốc không được trao đổi trong hoán đổi lãi suất, việc giả định nhận/trả gốc vào cuối kỳ không làm thay đổi giá trị hợp đồng. Vì thế, từ góc độ người trả lãi thả nổi, một hợp đồng hoán đổi tương đương với:
Vị thế mua một trái phiếu lãi cố định (nhận lãi cố định)
Vị thế bán một trái phiếu lãi thả nổi (trả lãi thả nổi)
Công thức:
{\displaystyle V_{\mathrm {swap} }=B_{\mathrm {fixed} }-B_{\mathrm {floating} }\,}
Từ góc độ người trả lãi cố định, công thức đảo ngược:
{\displaystyle V_{\mathrm {swap} }=B_{\mathrm {floating} }-B_{\mathrm {fixed} }\,}
Tương tự, hoán đổi tiền tệ có thể xem như nắm giữ các trái phiếu có dòng tiền tương ứng. Giá trị tính theo nội tệ:
{\displaystyle V_{\mathrm {swap} }=B_{\mathrm {domestic} }-S_{0}B_{\mathrm {foreign} }}. Trong đó:
{\displaystyle B_{\mathrm {domestic} }}: Dòng tiền nội địa từ hợp đồng
{\displaystyle B_{\mathrm {foreign} }}: Dòng tiền nước ngoài từ hợp đồng
{\displaystyle S_{\mathrm {0} }}: Tỷ giá giao ngay tại thời điểm định giá
LIBOR (London Interbank Offered Rate) là lãi suất các ngân hàng áp dụng khi cho nhau vay trên thị trường eurocurrency. Ví dụ: LIBOR 1 tháng là lãi suất cho khoản tiền gửi kỳ hạn 1 tháng, LIBOR 3 tháng cho kỳ hạn 3 tháng...
LIBOR được xác định thông qua giao dịch liên ngân hàng và biến động liên tục theo điều kiện thị trường. Tương tự lãi suất cơ bản trong thị trường nội địa, LIBOR đóng vai trò là lãi suất tham chiếu trên thị trường quốc tế.